# Frywałd

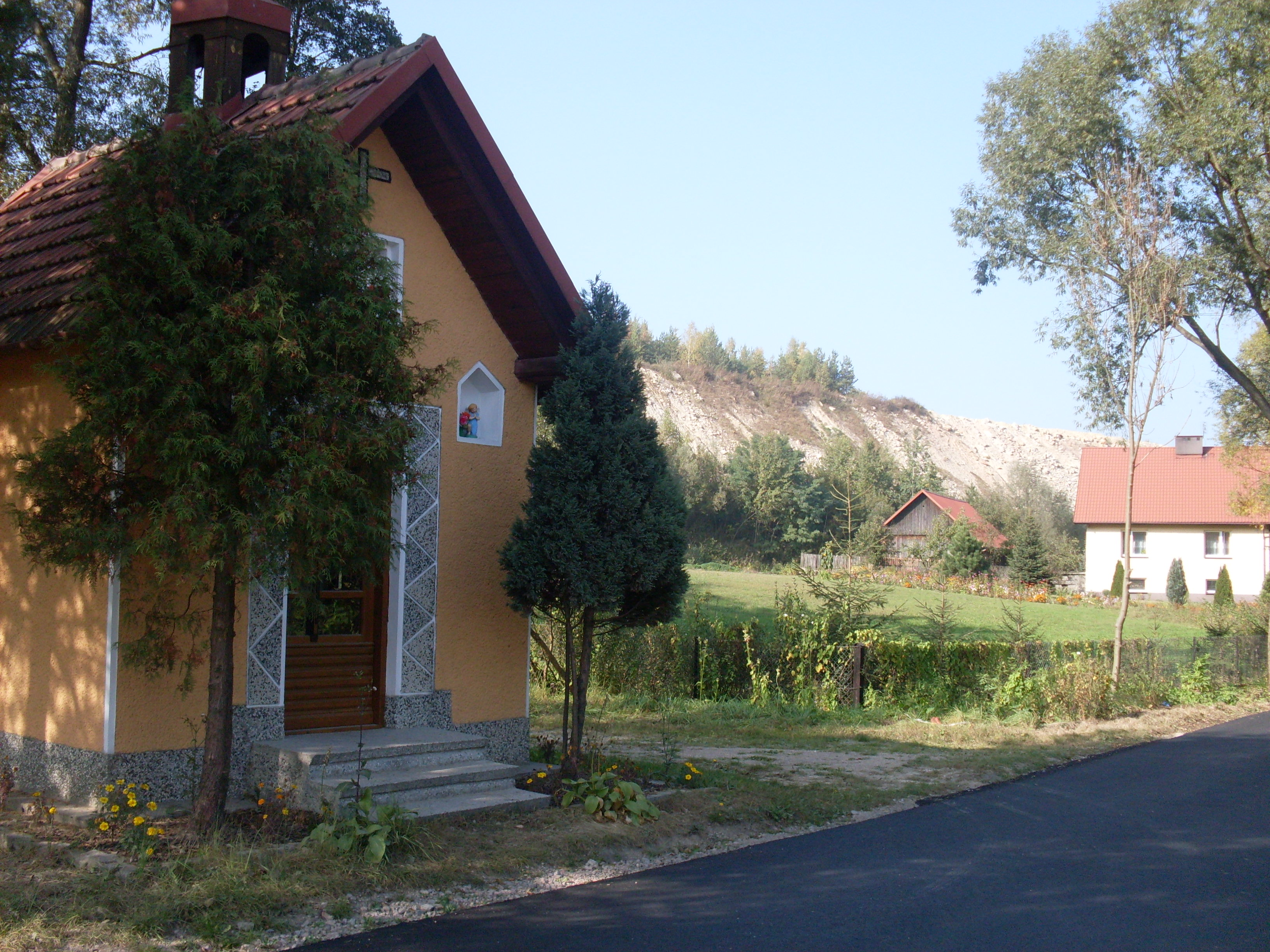
Kapelle in Frywałd (1863)

Frywałd (deutsch Freiwalde) ist eine Ortschaft mit einem Schulzenamt der Gemeinde Krzeszowice im Powiat Krakowski der Woiwodschaft Kleinpolen in Polen.

## Geografie
Frywałd liegt am Bach Sanka im Krakau-Tschenstochauer Jura. Die Nachbarorte sind Sanka im Süden, Zalas im Westen, Nawojowa Góra im Norden, Baczyn im Osten.
Im westlichen Teil des Dorfs befindet sich die Besucherbergwerk von Porphyr Kopalnia Porfiru Zalas.

## Geschichte
Der Ort wurde in der zweiten Hälfte des 14. Jahrhunderts von deutschen Siedlern gegründet. Er wurde im Jahre 1400 als Friwald, 1413 als Friwalth, 1428 als Priwalt, 1490 als Chriwald, 1564 als Frydwaliecz und endlich 1629 als Frywałd erwähnt. Die Einwohner des Dorfs wurden von Nachbarn Brandebory genannt, weil sie vermutlich ursprünglich aus Brandenburg angekommen sind. Das Dorf gehörte lange zum Vermögen der Burg Tenczyn.
Bei der dritten Teilung Polens wurde Frywałd 1795 Teil des habsburgischen Kaiserreichs. In den Jahren 1815–1846 gehörte das Dorf zur Republik Krakau, 1846 wurde es als Teil des Großherzogtums Krakau wieder in die Länder des Kaisertums Österreich annektiert. Ab dem Jahr 1855 gehörte Frywałd zum Bezirk Chrzanów.
1918, nach dem Ende des Ersten Weltkriegs und dem Zusammenbruch der k.u.k. Monarchie, wurde Frywałd Teil Polens. Unterbrochen wurde dies nur durch die Besetzung Polens durch die Wehrmacht im Zweiten Weltkrieg. Es gehörte dann zum Distrikt Krakau im Generalgouvernement.
Von 1975 bis 1998 gehörte Frywałd zur Woiwodschaft Krakau.